# Liste der Monuments historiques in Catheux
Die Liste der Monuments historiques in Catheux führt die Monuments historiques in der französischen Gemeinde Catheux auf.

## Liste der Bauwerke
| Bezeichnung     | Beschreibung                     | Standort | Kennzeichnung | Schutzstatus | Datum | Bild           |
| --------------- | -------------------------------- | -------- | ------------- | ------------ | ----- | -------------- |
| Kirche St-Denis | Erbaut Ende des 12. Jahrhunderts | (Lage)   | PA60000084    | Inscrit      | 2013  | weitere Bilder |

## Liste der Objekte
| Bezeichnung                                                    | Beschreibung                                | Standort                      | Kennzeichnung | Schutzstatus | Datum | Bild |
| -------------------------------------------------------------- | ------------------------------------------- | ----------------------------- | ------------- | ------------ | ----- | ---- |
| Skulptur Madonna mit Kind (auf dem Foto links neben dem Altar) | Holz, polychrom gefasst und vergoldet, 1583 | in der Kirche St-Denis (Lage) | PM60003434    | Classé       | 2004  |      |
| Skulptur Christus am Kreuz                                     | Holz, 17. Jahrhundert                       | in der Kirche St-Denis (Lage) | PM60000448    | Classé       | 1913  |      |